# 能动性 (哲学)
在哲学中，能動性（英語：Agency）是行動者在給定環境中行動的能力。 
能動性可以被歸類為無意識的、非自願的行為，或有目的的、目標導向的活動（故意行為）。 能動者通常對他們的身體活動和活動旨在實現的目標有某種直接的認識。 在“目標導向行動”中，能動者對其自己的行為實施一種直接控制或指導。

## 人的能动性
在唯物辩证法，人的积极的、有选择的能动性与无机物、有机生命体、高等动物的能动性有别，称为主观能动性。其特点是通过思维与实践的结合，主动地、自觉地、有目的地、有计划地反作用于外部世界。
主观能动性亦称“自觉能动性”，指人的主观意识和实践活动对于客观世界的反作用或能动作用。主观能动性有两方面的含义： 一是人们能动地认识客观世界；二是在认识的指导下能动地改造客观世界。在实践的基础上使二者统一起来，即表现出人区别于物的主观能动性。

## 以唯物主義下看待人的目標導向的活動

### 以古典物理解釋
唯物主義否定了精神世界與超自然現象，強調客觀實際和科學方法。如果以古典物理的命定論來說，則不應存在人的能動性，因為所有的粒子與物理定律會決定下一秒與上一秒的任何行動。人做出的動作是因為前一秒的物理狀態與當時的記憶（神經元連結），故沒有所謂的目標導向的活動。

### 以量子力學解釋
不確定性原理可能可以嘗試解釋人的目標導向的活動。